# Lista de personagens de Amor Amor

Logotipo da telenovela.

A seguir apresenta-se a lista de personagens de Amor Amor (2021-2022), uma telenovela portuguesa criada por Ana Casaca e exibida pela SIC, tendo o seu volume 1 sido transmitido entre 4 de janeiro e 2 de outubro de 2021 e o seu volume 2 entre 4 de outubro de 2021 e 5 de junho de 2022.

## Elenco

### Elenco principal
| Ator/Atriz        | Personagem                                      | Volume    | Volume      |
| Ator/Atriz        | Personagem                                      | 1 (2021)  | 2 (2021-22) |
| ----------------- | ----------------------------------------------- | --------- | ----------- |
| Ricardo Pereira   | Romeu Pereira / Romeu Santiago (nome artístico) | Principal | Principal   |
| Joana Santos      | Linda Sousa                                     | Principal | Principal   |
| Paulo Rocha       | Bruno Ribeiro                                   | Principal |             |
| Maria João Bastos | Vanessa da Silva Pinto                          | Principal |             |
| Luísa Cruz        | Ângela Maria da Silva Pinto                     | Principal | Principal   |
| Filipa Nascimento | Melanie «Mel» Sousa Ribeiro                     | Principal | Principal   |
| Ivo Lucas         | Leandro Vieira                                  | Principal | Principal   |
| Joana Aguiar      | Sandra «Sandy» Carina Pinto Pereira             | Principal | Principal   |
| Gonçalo Almeida   | Ricardo «Ricky» Manuel Bernardes                |           | Principal   |
| Ricardo Raposo    | André Miranda                                   |           | Principal   |

### Elenco recorrente
| Ator/Atriz              | Personagem                                                        | Volume     | Volume      |
| Ator/Atriz              | Personagem                                                        | 1 (2021)   | 2 (2021-22) |
| ----------------------- | ----------------------------------------------------------------- | ---------- | ----------- |
| Rogério Samora          | Carlos Jorge «Cajó» Antunes                                       | Recorrente | Recorrente  |
| Margarida Carpinteiro   | Adelaide Eça de Lima                                              | Recorrente |             |
| Manuel Cavaco           | Amadeu Paiva                                                      | Recorrente |             |
| Rosa do Canto           | Maria de Lurdes Sousa                                             | Recorrente | Recorrente  |
| José Fidalgo            | Rúben Moreira                                                     | Recorrente |             |
| Mariana Pacheco         | Cátia Alexandra Sousa                                             | Recorrente | Recorrente  |
| Renato Godinho          | Vítor Filipe Mendes                                               | Recorrente | Recorrente  |
| Luciana Abreu           | Rebeca Sofia Falcato Mendes                                       | Recorrente | Recorrente  |
| João Catarré            | Luís Fernandes                                                    | Recorrente | Recorrente  |
| Melânia Gomes           | Rute Silva Fernandes                                              | Recorrente | Recorrente  |
| Guilherme Moura         | Rogério Silva Fernandes                                           | Recorrente | Recorrente  |
| Bárbara Norton de Matos | Emília Carneiro                                                   | Recorrente | Recorrente  |
| Joana Pais de Brito     | Rita Gomes                                                        | Recorrente | Recorrente  |
| Rui Unas                | Gabriel Torres                                                    | Recorrente | Recorrente  |
| Débora Monteiro         | Jéssica Isabel Dinis                                              | Recorrente | Recorrente  |
| Pedro Carvalho          | Serafim Amorim                                                    | Recorrente |             |
| Fernando Rocha          | António Joaquim «Tó Quim» Rato                                    | Recorrente | Recorrente  |
| Inês Pires Tavares      | Dora Marisa Silva Fernandes                                       | Recorrente | Recorrente  |
| João Bettencourt        | Lucas Sousa Ribeiro                                               | Recorrente | Recorrente  |
| Mariana Venâncio        | Shakira «Shakirita» Fernandes                                     | Recorrente | Recorrente  |
| Francisco Fernandes     | Márcio Filipe Mendes                                              | Recorrente | Recorrente  |
| Madalena Alberto        | Julieta Serrão                                                    | Recorrente |             |
| João Baptista           | Gastão Almeida                                                    | Recorrente |             |
| Rodrigo Moreno          | Alexandre «Alex» Ferreira / Alexandre Montenegro (nome artístico) | Adicional  | Recorrente  |
| Diogo Valsassina        | Evaristo Venâncio                                                 |            | Recorrente  |
| Rui Mendes              | Jaime Honrado                                                     |            | Recorrente  |
| Lídia Franco            | Gina Honrado                                                      |            | Recorrente  |
| Xana Abreu              | Denise Leite                                                      |            | Recorrente  |
| Vera Moura              | Tânia Patrícia Alves Honrado                                      |            | Recorrente  |
| Tiago Aldeia            | Adão «Adam» Coelho                                                |            | Recorrente  |
| Sofia Arruda            | Mónica Cristina Ribeiro Rio                                       |            | Recorrente  |

### Participações especiais
| Ator/Atriz          | Personagem                                  |
| Primeiro volume     | Primeiro volume                             |
| ------------------- | ------------------------------------------- |
| Rita Blanco         | Paula Antunes / Paloma (nome artístico)     |
| Almeno Gonçalves    | Anselmo Pereira                             |
| Sara Matos          | Elsa Santinho                               |
| Segundo volume      |                                             |
| Alexandra Lencastre | Anabela «Bela» Bernardes                    |
| Miguel Guilherme    | Pedro «Pepe» Antunes                        |
| Heitor Lourenço     | Armando / Valentim Valério (nome artístico) |

## Personagens principais

### Romeu Pereira
- Interpretado por Ricardo Pereira[7]
  - O nome artístico da personagem é Romeu Santiago

Desde sempre teve uma infância muito dura. A sua mãe morreu quando era pequeno e ficou entregue ao pai, um homem abusivo que bebia muito e descarregava no filho todas as suas frustrações. Obrigou-o a trabalhar na sua banda desde pequeno, pois percebeu que sabia cantar e que atraía público e colocou-o como vocalista dos "Bigodes Marotos". É casado com a Vanessa (Maria João Bastos), com quem tem uma filha: a Sandra (Joana Aguiar). Abriu uma editora, a Lua-de-Mel, que lança e agência cantores portugueses e tem uma carreira de sucesso como cantor a solo.

### Linda Sousa
- Interpretada por Joana Santos[8][9]
  - A personagem já teve o apelido Ribeiro, quando foi casada com Bruno.

Nasceu e cresceu em Penafiel, e conhece cada rua de cor. Quando se sente pior, fecha os olhos e ainda consegue viajar até lá. Aos concertos de verão, à banda do pai, às conversas com a amiga Rute (Melânia Gomes) e ao momento em que percebeu que gostava de Romeu (Ricardo Pereira), o seu melhor amigo, até se transformar no rapaz de quem gostava… A sua família é o seu marido Bruno, os filhos Melanie (Filipa Nascimento) e Lucas (João Bettencourt), a mãe e a irmã.

### Bruno Ribeiro
- Interpretado por Paulo Rocha[10][7]

Nasceu em Portugal, mas aos 10 anos emigrou com os pais para o Luxemburgo. De infância teve muito pouco, pois desde pequeno que ajudou no negócio dos pais, um pequeno café na comunidade emigrante na cidade do Luxemburgo. Atualmente, vive na Cidade do Luxemburgo com a sua mulher Linda (Joana Santos) e a sua família e os filhos que os dois têm em comum.

### Vanessa Pinto
- Interpretada por Maria João Bastos[11][12][13]
  - A personagem já teve o apelido Pereira, quando foi casada com Romeu.

Com a morte dos seus pais quando era criança, teve que ser criada pela sua irmã mais velha, Ângela (Luísa Cruz), e desde cedo que começou com a irmã a trabalhar na feira. Vendiam produtos da nossa horta e, mais tarde, roupas. Como era bonita, tirava partido disso, principalmente nas festas de verão, e oferecia-se para ajudar nos preparativos e para cantar, sendo o coro para muitas bandas, conseguindo assim entrar nos "Bigodes Marotos", pois percebeu a forma como o Anselmo (Almeno Gonçalves) a olhava e aproveitou-se da situação. Estava cansada de ajudar a irmã e queria uma vida diferente, então, quando engravidou do Anselmo, com a ajuda da irmã, fez pensar que Romeu (Ricardo Pereira) era o pai do seu bebé. Passaram-se os anos e vive agora com Romeu, agora seu marido, a sua filha e a irmã.

### Melanie Sousa Ribeiro (Mel)
- Interpretada por Filipa Nascimento[14]

Sempre muito protegida pela família, a sua mãe Linda (Joana Santos) nunca deixou que lhe faltasse nada, tanto que chegou a ter três trabalhos para conseguir fazer face às despesas. A mãe queria que ela estudasse, por isso tirou um curso de contabilidade, mas ela detesta-o.

### Leandro Vieira
- Interpretado por Ivo Lucas[14]

Nasceu e cresceu em Castelo Branco. Os seus pais trabalhavam numa fábrica e queriam que ele tivesse um futuro diferente, que tirasse um curso superior, mas ele sempre quis ser cantor, ficar famoso e ter dinheiro. Assim que fez 18 anos, saiu de casa para viver da música e já cantou em todo o lado, desde casamentos, a aniversários, arraiais.

### Sandra Pinto Pereira (Sandy)
- Interpretada por Joana Aguiar[14]

Nasceu no Luxemburgo quando Romeu (Ricardo Pereira, o seu pai, estava dar um concerto, mas é em Penafiel que ela vive com a sua família, mais concretamente, o pai, a mãe e a tia Ângela (Luísa Cruz), que também é sua madrinha. Ela queria viver no Porto, ou em Lisboa. Só que o pai insiste no facto de não se esquecer das suas raízes e ela acaba por alinhar.

### Ângela Pinto
- Interpretada por Luísa Cruz[15]

Filha de agricultores, vivia no campo com eles e a sua irmã mais nova, Vanessa (Maria João Bastos). Ela e a irmã ficaram órfãs muito cedo, por isso, passou por cima da sua infância com a rapidez dos que têm de trabalhar para sobreviver, até porque Vanessa ficou com ela e teve de lutar sempre a dobrar, pela sobrevivência das duas.

### Ricardo Bernardes (Ricky)
- Interpretado por Gonçalo Almeida[16][17]

Nasceu num bairro social, nos arredores do Porto e a sua mãe sempre lhe disse que o pai tinha fugido quando descobriu que ela estava grávida, recusando-se a dizer quem era ele: Apenas que era um traste que os deixou. Bela (Alexandra Lencastre) sempre tentou contrariar o gosto do filho pela música de Romeu Santiago (Ricardo Pereira), o seu verdadeiro pai. Ricky nunca conheceu facilidades na vida e desde pequeno que se habituou a trabalhar e, muitas vezes, até a roubar, para sobreviver. É um sobrevivente, mas também um rapaz obrigado a crescer antes de tempo e, por isso, muito mais maduro do que tantos rapazes da sua idade. É duro, afinal de contas cresceu nas ruas e sabe enganar, roubar, ludibriar, se for isso que é preciso para sobreviver. Construiu uma espécie de muro em seu redor, para não ser magoado, o que, tantas vezes o faz passar por insensível. Mas debaixo de todas essas camadas, poderá estar apenas um adolescente que sempre sentiu a falta da proteção de um pai… Quando Ângela (Luísa Cruz) descobre que Ricky é filho de Romeu, vai ver nele a oportunidade perfeita para acabar com Romeu de vez.

### André Miranda
- Interpretado por Ricardo Raposo[19][20]

Se há artistas que dispensam apresentações, André Miranda é certamente um deles. Os seus vinte e seis anos parecem curtos para tanto currículo. Conheceu a fama muito novo, depois da participação em vários concursos de música, tendo chegado à final do programa Ídolos. Hoje é impossível andar na rua sem ser constantemente abordado pelas fãs. Mas André nem sempre lida bem com a constante invasão de privacidade. É há muitos anos membro e um dos elementos fundadores da banda “Enclave”. Líderes nas plataformas de streaming, uma legião de fãs que não lhes dá um momento de sossego, os Enclave são um verdadeiro caso de sucesso. No momento em que encontramos André, a banda passa por um momento complicado – diversas quezílias minaram o bom ambiente que em tempos se viveu e a banda já se desfez e voltou a formar algumas vezes. Fama de mulherengo, acredita mesmo que não vale a pena ter relações sérias. Vai tentar a sua sorte na Lua-de-Mel.

## Personagens recorrentes

### Carlos Jorge Antunes (Cajó)
- Interpretado por Rogério Samora[22]

Habituado desde novo a andar na estrada, em pequenos concertos e a trocar de bandas, teve sempre com a melhor amiga ao ombro: A sua guitarra. Depois da morte dos seus pais e de muitos anos em vida de solteiro convicto, caiu de amores pela Paloma (Rita Blanco) e casou-se com ela. Nunca tiveram filhos. Continua a acompanhar o Romeu (Ricardo Pereira), como guitarrista e, além disso faz um pouco de tudo na editora Lua-de-Mel.

### Adelaide Eça de Lima
- Interpretada por Margarida Carpinteiro[23]

Apesar de ter vivido quase sempre em Penafiel, o seu primeiro marido, pai do seu filho Luís (João Catarré), era do Porto, por isso viveu lá durante uns anos. Para além do primeiro marido, casou mais duas vezes, e tal como o primeiro, também morreram misteriosamente. Tem ainda como família a sua nora Rute (Melânia Gomes), dois netos: o Rogério (Guilherme Moura) e a Dora (Inês Pires Tavares) e ainda a sua sobrinha Jéssica (Débora Monteiro), com quem vive. Reformada, é ela quem dinamiza "Os Eças", a associação recreativa e familiar que fica nas instalações dos Bombeiros.

### Amadeu Paiva
- Interpretado por Manuel Cavaco[24]

Dono da barbearia "Amadeus", que antes pertenceu ao seu pai, sempre esteve convicto que iria lá trabalhar até morrer. Isto até não conseguir manter a barbearia sozinho, e ter de aceitar a ajuda do Rogério (Guilherme Moura) que, segundo o próprio, «tem aquelas manias de barbeiro moderno».

### Maria de Lurdes Sousa
- Interpretada por Rosa do Canto[25]

Viveu desde sempre em Penafiel até emigrar. A sua mãe fazia trabalhos de costura para fora e ajudava-a noite dentro, sempre que era preciso. Conheceu o Quim, um jovem bem parecido da terra, que lhe pediu em casamento, surgindo desse casamento as suas duas filhas: Cátia (Mariana Pacheco) e Linda (Joana Santos). Sempre fez questão que estudassem, mas a vida trocou-lhes as voltas. Perdeu o marido e tiveram de emigrar. A minha família, para além das suas filhas, é os seus netos Melanie (Filipa Nascimento) e Lucas (João Bettencourt) e ainda o seu genro, Bruno (Paulo Rocha). O Lucas é o menino dos seus olhos.

### Rúben Moreira
- Interpretado por José Fidalgo[22]

Desde sempre habituado à natureza pelos pais, faziam passeios e férias tudo ao ar livre. Por isso, acha que desde cedo soube que queria proteger a natureza. Tem o 12º ano e é bombeiro.

### Cátia Sousa
- Interpretada por Mariana Pacheco[26]

Até a sua adolescência, viveu sempre na minha terra, ao som da música do pai. Juntamente com a irmã, integraram desde cedo a banda dele, por isso a sua infância e adolescência foi ao som das músicas que cantavam nas Fruta Fresca, banda que tinha com a irmã. Emigrou com a família, que é também com quem vive: a irmã, os sobrinhos Lucas (João Bettencourt) e Melanie (Filipa Nascimento), a mãe e o cunhado Bruno (Paulo Rocha).

### Vítor Mendes
- Interpretado por Renato Godinho[27]

Filho único, desde cedo está habituado a ser o centro das atenções. É casado com Rebeca Sofia (Luciana Abreu), com quem teve um filho: Márcio (Francisco Fernandes). Anda sempre muito ocupado porque acumula as funções de comandante dos bombeiros e Presidente da Junta de freguesia.

### Rebeca Sofia Falcato Mendes
- Interpretada por Luciana Abreu[28]

A sua infância baseia-se em sonhos por realizar. Sempre quis muito ser artista, mas os pais nunca a apoiaram. Chegou a cantar num concurso para pequenos artistas, mas nunca vingou, pois não havia dinheiro para nada em casa e começou a trabalhar numa fábrica muito cedo. Por isso mesmo, recusa-se a fazer o mesmo com o seu filho Márcio (Francisco Fernandes). Ela acredita que ele há de ser famoso, custe o que custar.

### Luís Fernandes
- Interpretado por João Catarré[27]

Teve uma infância feliz e é muito apegado à mãe, apesar de ela ter casado mais duas vezes depois da morte do pai. A sua família é a mãe, a sua mulher Rute (Melânia Gomes) e os seus filhos Rogério (Guilherme Moura) e a Dora (Inês Pires Tavares). Tem também secretamente uma segunda mulher, com quem teve uma filha, a Shakirita (Mariana Venâncio).

### Rute Silva Fernandes
- Interpretada por Melânia Gomes[29]

Começou a trabalhar muito nova, mas sempre conseguiu tempo para as fugas noturnas com a melhor amiga, Linda (Joana Santos). A sua família é o marido Luís (João Catarré), os filhos Rogério (Guilherme Moura) e Dora (Inês Pires Tavares) e a sogra Adelaide (Margarida Carpinteiro).

### Rogério Silva Fernandes
- Interpretado por Guilherme Moura[30]

Teve uma infância e adolescência felizes. O dinheiro nunca sobrou para os seus caprichos, por isso, deixou os estudos no 12º ano e fez um curso profissional, que o ensinou a ser barbeiro.

### Emília Carneiro
- Interpretada por Bárbara Norton de Matos[24]

Viveu no Porto e teve uma infância feliz. Há uns anos, foi colocada como professora e mudou-se para Penafiel para dar aulas de EVT. Lá, conheceu o Rúben (José Fidalgo), com quem vive.

### Rita Gomes
- Interpretada por Joana Pais de Brito[30]

Nasceu e cresceu no Porto e teve uma infância aparentemente perfeita, mas só por fora, porque em sua casa era tudo menos perfeita. Os seus pais discutiam diariamente, até decidirem divorciar-se e a minha mãe sempre a fez sentir gorda, com insinuações, ou melhor, alfinetadas. Cedo começou a compensar tudo com comida.

### Gabriel Torres
- Interpretado por Rui Unas[30]

Desde que nasceu morou em Lisboa, apesar de ter estudado e tirado um curso de Marketing e Comunicação no Porto. Os pais vivem em lisboa, mas ele ficou a viver no Porto, até ter que se mudar para a cidade onde trabalha, pois não consegue suportar o aumento da renda.

### Jéssica Isabel Dinis
- Interpretada por Débora Monteiro[24]

Nasceu e cresceu em Marco de Canavezes, onde teve uma infância solitária e sem muitos amigos. Isolava-se, pois era gozada e perseguida na escola por ser a típica miúda desajeitada e com as roupas fora de moda. Deixou de morar na casa dos pais em Marco de Canavezes e veio morar para casa da tia Adelaide (Margarida Carpinteiro).

### Serafim Amorim
- Interpretado por Pedro Carvalho[31][32]

A sua infância foi normal e a sua adolescência meio avariada. Saia muito à noite, bebia, voltava para casa de mota e escapou à morte mais do que uma vez. Depois juntou-se aos bombeiros e atinou.

### António Joaquim Rato (Tó Quim)
- Interpretado por Fernando Rocha[33]

Teve uma infância do caraças, fez tudo a que tinha direito e mais alguma coisa. Tem uma avó num lar e o seu primo Vítor (Renato Godinho) como família. É bombeiro, mas na verdade as suas ambições profissionais passam por não fazer nada.

### Dora Marisa Silva Fernandes
- Interpretada por Inês Pires Tavares[24]

A sua infância e adolescência foi feliz. Tirou o 12º ano e não quis continuar, pois sempre detestou estudar. As suas ambições profissionais passam basicamente por fazer dinheiro e quer vencer como influencer. Vive com os pais e o Rogério (Guilherme Moura), o seu irmão mais velho.

### Lucas Sousa Ribeiro
- Interpretado por João Bettencourt[34]

Viveu desde sempre no Luxemburgo e teve uma infância e adolescência felizes. Tem uma boa relação com todos, mas é muito chegado ao pai e à irmã. Vive com os pais, a irmã Melanie (Filipa Nascimento), a sua avó e a sua tia Cátia (Mariana Pacheco).

### Shakira Fernandes (Shakirita)
- Interpretada por Mariana Venâncio[35]

A sua vida passou-se toda na Galiza. Do que se lembro, teve uma infância feliz e continua a ser feliz. Encontra-se no 1º ano da ESO (Educación Secundaria Obligatoria) e é a melhor aluna não só de toda a turma, mas de todo o ano. Quando crescer, gostava de ser várias coisas: cientista, programadora, bailarina… Ainda não decidiu.

### Márcio Filipe Mendes
- Interpretado por Francisco Fernandes[36]

Sempre quis muito ter um irmão, para que não se sinta tão pressionado, porque sente-se sempre como se tivesse de dar sempre tudo e nunca fosse suficiente.

### Julieta Serrão
- Interpretada por Madalena Alberto[37]

Emigrante portuguesa, vivia no Canadá, onde se tornou uma mulher de sucesso com a sua cadeia de cabeleireiros, até os vender porque o marido tinha dívidas no seu restaurante e a obrigou, até ao dia que se fartou dos seus abusos físicos e psicológicos e decidiu regressar à sua terra natal, Penafiel. Regressou também para conquistar o coração do seu ídolo Romeu Santiago (Ricardo Pereira), nem que para isso tenha que infernizar a vida a toda a gente.

### Gastão Almeida
- Interpretado por João Baptista[39]

Vindo diretamente do Brasil, ele chega a Penafiel para integrar o leque de funcionários da Lua-de-Mel. Com uma carreira de mais de 15 anos a projetar artistas em terras de Vera Cruz, este homem vai ser contratado por Ângela (Luísa Cruz), que vai acabar por ficar rendida às suas características, em tudo parecidas com as de Cajó (Rogério Samora), o seu outro amante.

### Evaristo Venâncio
- Interpretado por Diogo Valsassina[41]

Evaristo passou por várias profissões antes de descobrir o que gostava realmente de fazer. Foi canalizador, mecânico, trabalhou numa loja de roupas e de eletrodomésticos. Até descobrir que a sua verdadeira vocação era ajudar os outros. Houve uma altura da sua vida em que confundiu isso com o sacerdócio, mas quando deflagrou um fogo no Seminário onde estava e ele ajudou a salvar os padres todos, teve outro chamamento: O de ser Bombeiro. Esteve noutra corporação, antes de vir para Penafiel, mas não se deu bem, pois era vítima de Bullying por parte dos seus colegas e ninguém levava “o Padre” a sério. O facto de ter sido padre faz com que vejam nele uma espécie de ombro, a quem podem confessar tudo.

### Jaime Honrado
- Interpretado por Rui Mendes[43]

Jaime é casado com Gina (Lídia Franco), que convence o marido a trocar o rebuliço de Lisboa por uma vida mais pacata e saudável em Penafiel. Mudam-se de armas e bagagens para lá, levando consigo a neta, Tânia Patrícia (Vera Moura). Jaime culpa a ida do filho para Londres e o divórcio por todos os problemas da neta. Por isso, é demasiado protetor em relação a Tânia e tenta controlar-lhe os passos, mas ela arranja sempre maneira de lhe dar a volta. Antigo inspetor das Finanças, é um homem austero na maneira de vestir e gosta de meter o nariz em tudo. Age como se ainda estivesse em funções e tem, frequentemente, que ser metido no lugar. Consegue ser mais picuinhas do que Vítor (Renato Godinho), que parece ser algo impossível. Quando este se lança na candidatura à Presidência da República, Rebeca (Luciana Abreu) servir-se-á de Jaime para querer investigar todas as contas do marido.

### Gina Honrado
- Interpretada por Lídia Franco

É uma mulher bonita e elegante para a sua idade, que veste com sobriedade e, ao primeiro olhar, parece haver um toque de masculinidade no seu vestir. É espirituosa, divertida, gosta de rir e até um pouco desorganizada nas lides domésticas. Casada há quarenta anos com Jaime (Rui Mendes), há muito que deixou de sentir o fogo da paixão. Resta uma bela amizade. O seu filho, por quem é louca de paixão, vive agora em Londres. Quando a nora lhe pede que leve a neta, Tânia Patrícia (Vera Moura), consigo para Penafiel, torce um bocado o nariz, mas não consegue dizer que não. Não tem muita paciência para lidar com uma jovem adulta, ainda por cima rebelde. Acaba por descurar completamente o comportamento de Tânia Patrícia. Desde que se reformou, as redes sociais são o seu passatempo preferido. Decidida a assentar arraiais, vai arranjar um hobbie que a mantenha ocupada.  Antiga enfermeira reformada, começa a prestar cuidados de enfermagem na associação.

### Denise Leite
- Interpretada por Xana Abreu

Denise é a herdeira da cadeia de supermercados: Dá Gosto. Com a morte prematura do pai, cedo teve de transformar-se numa mulher de negócios e pôr de lado todos os seus sonhos. É uma empresária de sucesso e já foi casada duas vezes, mas sempre para descobrir que os homens se tinham aproximado dela pelo seu dinheiro. Nunca teve uma amizade desinteressada, nem uma relação que não fosse por conveniência. Ao segundo divórcio, decide deixar tudo nas mãos do seu gestor e viajar pelo mundo de mota, a aprimorar aquilo que sempre gostou de fazer, antes de herdar o império do pai: Tatuagens. É irreverente, não tem papas na língua e vai ser uma lufada de ar fresco na vida de Rogério (Guilherme Moura) e da cidade, pois apresenta-se, respondendo ao anúncio para um tatuador, na Barbearia e passa com distinção.

### Tânia Patrícia Honrado
- Interpretada por Vera Moura[47]

Não reagiu bem ao divórcio dos pais e à ida do pai para Londres, em trabalho e entrou numa espiral de rebeldia, dando-se com as pessoas erradas e fazendo tudo o que podia fazer para se vingar da mãe, pois atribuiu-lhe as culpas da separação. Depois de ter começado a andar com um empresário nocturno com o dobro da sua idade e de se ter visto envolvida numa rixa numa discoteca, que levou à sua detenção, a mãe, desesperada, decidiu mandá-la, com os avós paternos para Penafiel. Ali sempre está afastada das más companhias e é como se fosse um recomeço. Ela sabe que tem de dizer sim à mãe, pois já gastou todas as oportunidades que tinha e a verdade é que não tem como se sustentar sozinha, por isso, apesar de contrariada, acompanha os avós para o Norte do país, por uma temporada, até entrar nos eixos e valorizar aquilo que tem. Mas Tânia tem uma espécie de radar para situações complicadas, sentindo-se sempre atraída por elas e vai responder ao anúncio de Ângela (Luísa Cruz) para Back Vocals.

### Adam Coelho
- Interpretado por Tiago Aldeia

O pai de Adam emigrou para os Estados Unidos, deixando para trás o seu amor de juventude, Adelaide (Margarida Carpinteiro). Pensou que nunca mais ia voltar a amar da mesma forma, mas conheceu Gertrudes, uma emigrante de segunda geração e deixou-a curar as suas feridas. Juntos tiveram um filho, Adam, que cresceu a acreditar no amor dos pais. Ele vai ser apanhado de surpresa, quando descobre que foi chamado à terra natal do seu pai (já falecido) para a leitura de um testamento. Como a sua vida está muito complicada nos Estados Unidos e ele acabou de ser afastado da corporação de Bombeiros de New Jersey, decide entender tudo aquilo como um sinal para voltar às origens. Regressa, então, como o novo e ultra qualificado comandante da corporação e aparece para a leitura do testamento, onde descobre a história de amor de Adelaide com o seu pai e fica a saber que foi contemplado no testamento com o velho palacete. Pois foi o filho que Adelaide queria ter tido.O que será um duro golpe no ego de Luís (João Catarré). Ansioso por recomeçar, longe dos olhares de julgamento que o seguiam no outro lado do Atlântico, ele vai trazer uma nova vida aos nossos Bombeiros e agitar as águas nas vidas da família Fernandes, pois ver-se-ão obrigados a conviver todos no palacete. É respeitador, bem-humorado, mas habituado a uma realidade profissional muito distante da realidade que vem encontrar na nossa corporação. Terá, por isso, dificuldades em adaptar-se à falta de meios. Tentará agarrar-se ao que os nossos bombeiros têm, que não existia nos Estados Unidos e fazer disso trunfos e a filarmónica votada ao abandono é uma dessas coisas. Fala com americanismos e, muitas vezes, tem dificuldade em encontrar a palavra certa em português, sendo alvo de gozo dos seus camaradas e, acima de tudo de Luís, que insiste em chamá-lo Adão, em vez de Adam.

### Mónica Rio
- Interpretada por Sofia Arruda[50]

Mónica é uma agente musical, residente no Brasil. É alegre, vistosa e sedutora. Largou Portugal para ir atrás de um grande amor. Apaixonou-se por um empresário brasileiro, com quem casou e mudou de país. Enveredou pela gestão de carreiras musicais e tem bastante sucesso. Divorciou-se e, depois de perder a principal banda cuja carreira geria, os «Cheiro de Sol», pouco a prende a terras de Vera Cruz. No Brasil, conhece Romeu (Ricardo Pereira) por quem se encanta imediatamente. Lá, também conhece Linda (Joana Santos) e Sandra (Joana Aguiar), a quem salva a vida. Como forma de retribuir esse gesto, Linda oferece-lhe emprego em Portugal. Mónica aceita e muda-se para cá. Mas guarda um grande segredo.

### Alexandre Ferreira (Alex)
- Interpretado por Rodrigo Moreno[52]
  - O nome artístico da personagem é Alexandre Montenegro

Alex está habituado a lutar pela vida desde os seus primeiros momentos, quando um parto difícil quase o matou. Resiliente, resistiu, mas a mãe acabou por morrer. Alex é forçado a crescer com o pai, um pequeno traficante que o culpa pela morte da mulher. Até que uma facada num rival coloca o pai na prisão por muitos anos, deixando Alex completamente sozinho. Com apenas 10 anos, torna-se uma responsabilidade do Estado. Dá entrada numa casa de acolhimento do Porto, onde o ambiente é duro. Os mais velhos não lhe dão descanso, seja pela cor de pele, porque gosta de cantar, mas Alex não se fica, o que lhe vale umas boas sovas. Pequeno, ganha a alcunha de “Passarinho”, mas Alex sabe que não é um pássaro qualquer, é um rouxinol. Acredita que a sua voz um dia ainda o pode levar a voos mais altos. Cansado da vida na casa de acolhimento, toma uma decisão: o rouxinol tem de sair da gaiola. Fugiu sem nunca olhar para trás. No caminho, rouba dinheiro a um dos funcionários, para se orientar nos primeiros tempos. Mas é muito pequeno, não faz a mais pequena ideia do que fazer, nem para onde ir. Um vendedor ambulante de discos apanha-o a roubar na feira e acaba por lhe dar a mão. Alex começa a piratear discos num computador, que depois vende na feira e promove-os a cantar as músicas dos artistas dos Cd’s. É aqui que Ângela (Luísa Cruz) e Cajó (Rogério Samora) o encontram e ficam maravilhados com a sua voz. Pensam ter encontrado uma mina de ouro.

## Participações especiais

### Maria Paula Antunes
- Interpretada por Rita Blanco[53]
  - O nome artístico da personagem é Paloma

Desde muito nova, que sempre fez o que bem entendeu. Os seus pais queriam que estudasse, ela queria cantar e, como achou que era impossível conciliar as duas coisas, chateou-se com eles, saiu de casa e dedicou-se à música. Hoje, só tem o seu marido, o Cajó (Rogério Samora).

### Anselmo Pereira
- Interpretado por Almeno Gonçalves[25]

Não teve infância. Filho de pai alcoólico, lembra-se, desde sempre, de acordar ao som da gritaria do pai e de se deitar com medo que ele o fosse buscar à cama e descarregasse nele. Ele obrigava-o a tocar acordeão nas aldeias vizinhas, com a sua mãe nas cantorias e depois até em Espanha tocavam e era assim que faziam dinheiro. Pai e filho no acordeão, mãe a cantar. A sua família é o seu filho Romeu (Ricardo Pereira).

### Elsa Santinho
- Interpretada por Sara Matos[55]

É uma personagem convidada de outra novela da SIC Terra Brava, que vem cantar à editora Lua-de-Mel.

### Anabela Bernardes (Bela)
- Interpretada por Alexandra Lencastre[56]

Bela não é uma mulher feliz. Os seus 43 anos foram marcados por grandes dificuldades, que começaram quando engravidou de Romeu (Ricardo Pereira). Bela nunca contou a ninguém de quem era o filho, assumindo-o sozinha. Sem formação, Bela acaba por fazer um pouco de tudo, limpezas, servir em tascas, engomar para fora. Pensa em estudar, mas com o filho é impossível. E quanto mais tempo passa a trabalhar para tentar dar a Ricky (Gonçalo Almeida) um futuro melhor, menos tempo consegue passar com ele. Eventualmente, isto traz consequências. Ricky torna-se um rapaz difícil, rebelde e Bela não consegue ter mão nele, por muito que tente. Bela torna-se cada vez mais uma mulher prostrada, dobrada pela vida, incapaz de erguer o olhar em  busca de um futuro melhor.

### Pedro Antunes (Pepe)
- Interpretado por Miguel Guilherme[58]

Pepe, como toda a gente o trata, é primo direito de Cajó (Rogério Samora). É carismático, malandro e com uma grande lábia. Tanto que passou os últimos 4 anos na cadeia por burlar velhinhos em zonas isoladas do país, fazendo-se passar por todo o tipo de pessoa para lhes roubar as reformas, até que o esquema foi descoberto e ele condenado. No passado, Pepe e Cajó, ainda antes de este ingressar nos “Bigodes Marotos”, estiveram juntos, quando Cajó cantava a solo e Pepe era o seu técnico de som, até ao dia em que Cajó abandonou o conjunto para se ligar ao pai de Romeu. Também nessa época, Pepe e Ângela (Luísa Cruz) tiveram um envolvimento fugaz, mas suficiente para causar um certo frisson entre eles quando se cruzarem no presente. Pepe aparece para pedir ajuda ao primo, mas surge justamente na altura em que ele foge da GNR, e então pede ajuda a Ângela. Ela vai reconhecê-lo e sentir o mesmo frio na barriga que sentiu no passado. Pepe é um sobrevivente e desenrasca-se em todas as áreas. Aprendeu muitas “artes” na cadeia, artes essas que irão ajudá-lo a prosseguir os seus planos. É conhecido como Pepe Rápido, pela forma expedita como sempre se desenvencilhou das situações mais embaraçosas. Não há nó que não desate, obstáculo que não ultrapasse. Personifica a arte bem portuguesa do desenrascanço e irá dar a volta a Ângela.

### Valentim Valério
- Interpretado por Heitor Lourenço[60]
  - O nome de nascimento da personagem é Armando

Dizem que Valentim Valério é o herdeiro das grandes vozes emblemáticas portuguesas. Um homem que construiu uma carreira de mais de 20 anos assente no seu eterno charme, mas cuja vida privada é um mistério. Valentim nasceu Armando, mas não trabalhou no campo, como apregoa e as suas origens humildes, apenas têm uma ponta de verdade… Criado pelo pai, que enviuvou cedo, cresceu num faustoso hotel, onde o pai era chefe de sala. Na verdade, a sua carreira foi lançada por um grande empresário portuense que conheceu, quando cantava sozinho no bar e que ficou fascinado com a voz do jovem. As mulheres são uma presença constante ao seu lado, mas nunca lhe foi conhecida uma relação séria ou devidamente assumida. Paloma (Rita Blanco) foi uma dessas mulheres. A amizade entre os dois era tão forte que Valentim não foi capaz de assistir ao funeral da amiga. Ângela (Luísa Cruz) fará dele a grande estrela da editora de Penafiel. Apesar de afável ao primeiro contacto, Valentim Valério é um homem que não tem medo de atraiçoar para atingir os seus objetivos. A sua carreira e o seu bom nome estão acima de tudo.